# Mitt namn är Shaft
Mitt namn är Shaft (originaltitel: Shaft; i Finland: Shaft – stenhård dekkare) är en amerikansk film från 1971 i regi av Gordon Parks. Filmen hade svensk premiär den 15 november 1971.
Filmen är en av de mest kända så kallade blaxploitation-filmerna, det vill säga filmer med enbart svarta skådespelare i de ledande rollerna. Filmen bygger på en bok av Ernest Tidyman, som även skrev manuset. Filmens soundtrack skrevs av Isaac Hayes, som vann en Oscar för bästa sång (för "Theme From Shaft") vid Oscarsgalan 1972 och en Golden Globe för bästa filmmusik.
Filmen följdes av uppföljarna Shaft rensar stan (1972) och Shaft och människosmugglarna (1973). En nyinspelning gjordes 2000 med Samuel L. Jackson som privatdetektiven Shaft, Shaft.